# Light Years
Light Years este al șaptelea album de studio al lui Kylie Minogue, lansat în 2000. A ajuns pe locul 1 în Australia și 2 în Marea Britanie. Light Years este considerat albumul de „comeback”, după o perioadă îm care proiectele artistei primiseră o reacție negativă din partea publicului.

## Lista cântecelor
| Ediția standard |                                     |                                                         |                          |         |  |
| Nr.             | Titlu                               | Autor(i)                                                | Producător(i)            | Lungime |  |
| 1.              | „Spinning Around”                   | Ira Shickman Osborne Bingham Kara DioGuardi Paula Abdul | Mike Spencer             | 3:27    |  |
| 2.              | „On a Night Like This”              | Steve Torch Graham Stack Mark Taylor Brian Rawling      | Graham Stack Mark Taylor | 3:33    |  |
| 3.              | „So Now Goodbye”                    | Kylie Minogue Steve Anderson                            | Johnny Douglas           | 3:37    |  |
| 4.              | „Disco Down”                        | Douglas                                                 | Douglas                  | 3:57    |  |
| 5.              | „Loveboat”                          | Minogue Guy Chambers Robbie Williams                    | Chambers Steve Power     | 4:10    |  |
| 6.              | „Koocachoo”                         | Minogue Douglas                                         | Douglas                  | 4:00    |  |
| 7.              | „Your Disco Needs You”              | Minogue Chambers Williams                               | Chambers Power           | 3:33    |  |
| 8.              | „Please Stay”                       | Minogue Richard Stannard Julian Gallagher John Themis   | Stannard Gallagher       | 4:08    |  |
| 9.              | „Bittersweet Goodbye”               | Minogue Anderson                                        | Anderson                 | 3:43    |  |
| 10.             | „Butterfly”                         | Minogue Anderson                                        | Mark Picchiotti          | 4:09    |  |
| 11.             | „Under the Influence of Love”       | Paul Politi Barry Eugene White                          | Stannard Gallagher       | 3:24    |  |
| 12.             | „I'm So High”                       | Minogue Chambers Megan Smith                            | Chambers Power           | 3:33    |  |
| 13.             | „Kids” (în duet cu Robbie Williams) | Minogue Chambers                                        | Chambers Power           | 4:20    |  |
| 14.             | „Light Years”                       | Minogue Stannard Gallagher                              | Stannard Gallagher       | 4:47    |  |
| Lungime totală: | Lungime totală:                     | Lungime totală:                                         | Lungime totală:          | 58:16   |  |